# 花輪駅
花輪駅（はなわえき）は群馬県みどり市東町花輪にあるわたらせ渓谷鐵道わたらせ渓谷線の駅である。駅番号はWK09。

## 歴史
- 1912年（大正元年）12月31日：足尾鉄道の駅として開業[1]。
- 1918年（大正7年）6月1日：国有化され、足尾線の駅となる[1]。
- 1970年（昭和45年）10月1日：一般運輸営業を廃止[2]。無人駅となる[3]。
- 1987年（昭和62年）4月1日：国鉄分割民営化に伴い、東日本旅客鉄道の駅となる[1]。
- 1989年（平成元年）3月29日：JR足尾線の第三セクター鉄道化により、わたらせ渓谷鐵道の駅となる[1]。

## 駅構造
以前は1面2線の島式ホームだったが、国鉄時代に合理化のため1面1線の単式に変更された。「うさぎと亀」の唄発祥の地にちなみ、列車が接近・到着すると同曲が流れる。接近放送が流れるのは、わたらせ渓谷線内では同駅とJR桐生駅のみである。ホームにうさぎ・亀の石像がある。

## 利用状況
草木湖周辺の観光開発のため、現在、みどり市東町の玄関口は神戸駅である。当駅は国道122号線から外れているため、観光のための利用は少ない。トロッコ列車も通過する。
しかし、東町の中心は花輪地区にあり、元は足尾銅山の銅街道宿場町であったことから商店や住宅があるため、地元の住民には多く利用されている。
1日の平均乗降人員は以下の通りである。
| 年度   | 1日平均人数 |
| ------ | ----------- |
| 2011年 | 89          |
| 2012年 | 95          |
| 2013年 | 86          |
| 2014年 | 86          |
| 2015年 | 85          |
| 2016年 | 79          |
| 2017年 | 71          |
| 2018年 | 53          |

## 駅周辺
- みどり市役所東庁舎（旧・東村役場）
- 花輪郵便局
- 祥禅寺
- 丸美屋自販機コーナー
- 国道122号

## バス路線
みどり市東町路線バスの路線が乗り入れるが、1日1便しか運行されない。
| 停留所 | 運行事業者                              | 系統   | 行先   |
| ------ | --------------------------------------- | ------ | ------ |
| 小中橋 | みどり市東町路線バス （赤城観光自動車） | 花輪線 | 神戸駅 |

## 童謡の父・石原和三郎と銅街道
童謡の父・石原和三郎は、花輪地区の出身で、駅の近くにある旧花輪小学校の校長を務めたことがある。その記念として、校庭に記念碑が建てられ、「うさぎと亀」に歌詞が書かれている。また、出生した場所が駅より足尾方面へ2つ目の踏み切りの角にあり、票が立てられている。この地区はかつては、足尾銅山で産出された銅を江戸まで運ぶために開かれた街道「銅街道」の道筋にあり、宿場町として栄えた。今でも、銅蔵を持つ家がある。東町内では国道からは外れてはいるものの、江戸・明治の頃、足尾線が開通されるまでの間、人々が行き来した様子が窺える。なお国道122号線（大間々から足尾間）を銅街道と呼ぶ人がいるが、こちらは新道であり、往来していた頃の街道とは異なる。

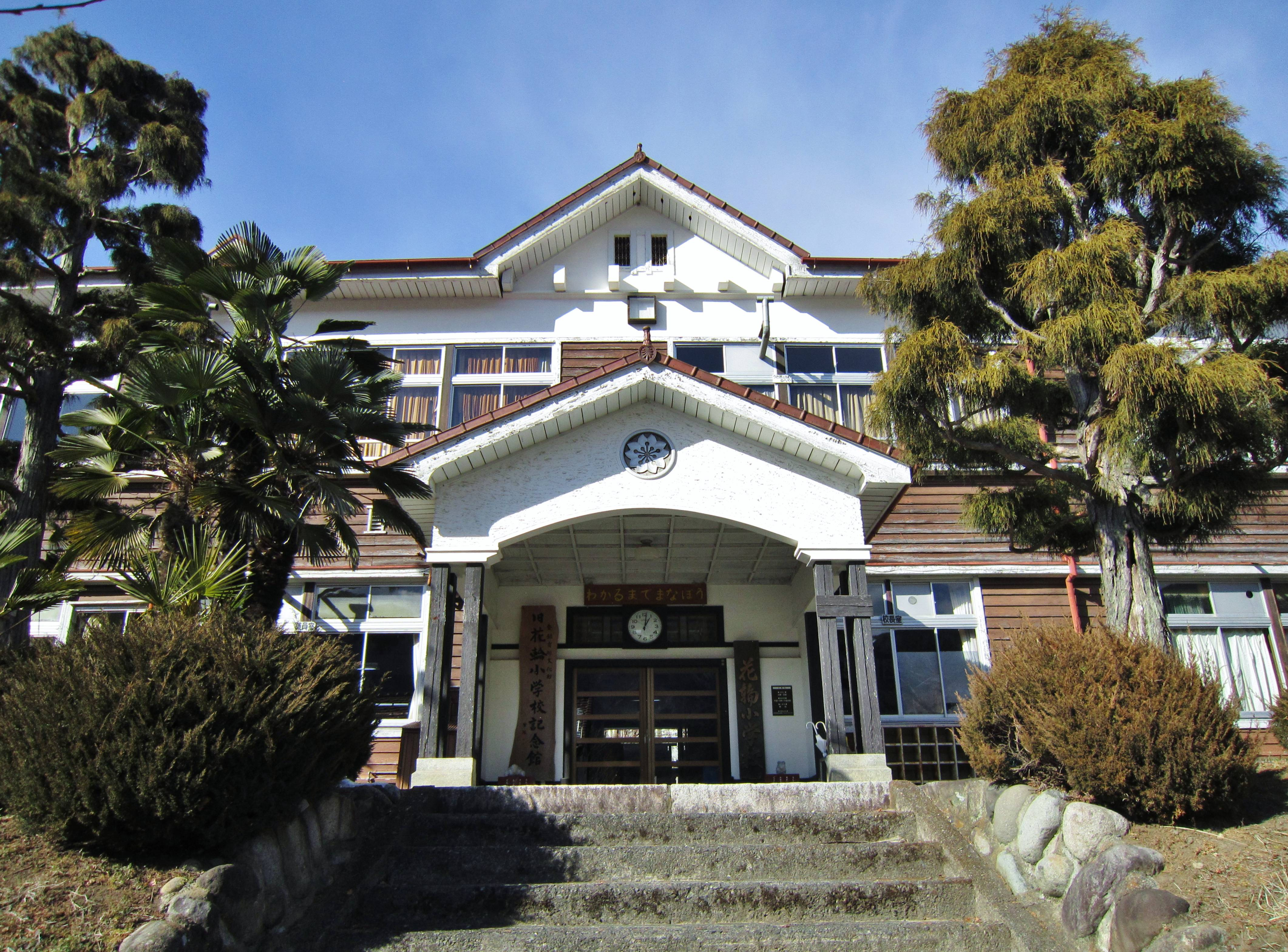
旧花輪小学校記念館
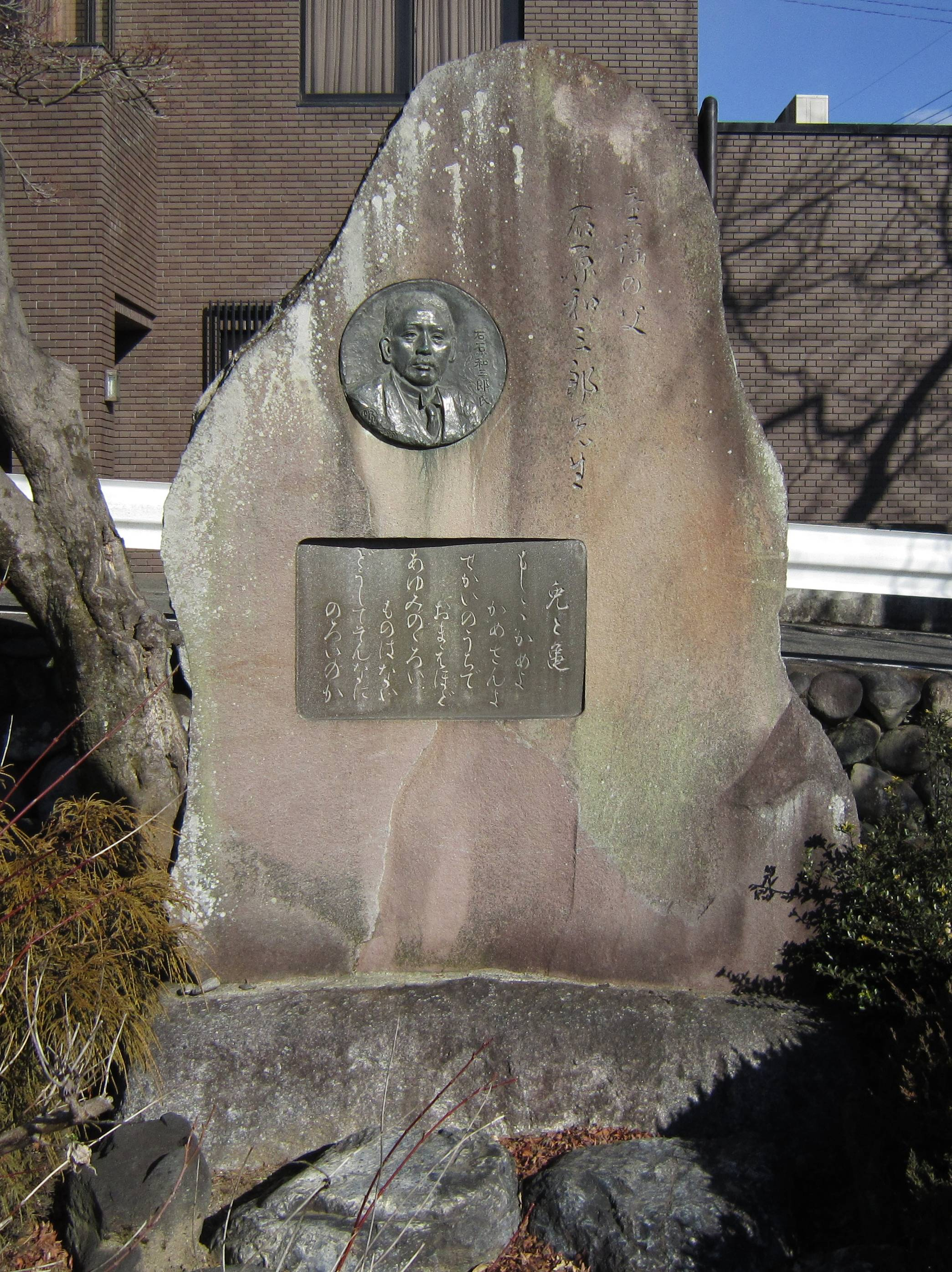
石原和三郎の碑

## 隣の駅
わたらせ渓谷鐵道
■わたらせ渓谷線
水沼駅（WK08） - 花輪駅（WK09） - 中野駅（WK10）